# Centre de formation de l'ASM Clermont Auvergne
Le centre de formation de l'ASM Clermont Auvergne est basé à Clermont-Ferrand. Il y forme des jeunes joueurs de rugby à XV dans le but de les faire passer professionnels, si possible, sous les couleurs de l'ASM Clermont Auvergne. Il a été fondé en 2002 et est dirigé par Yoann Jendrzejczak depuis 2023. 

## Histoire
Au mois de septembre 1976, l'AS Montferrand crée l'École technique privée montferrandaise destinée tout d'abord aux sports comme l'athlétisme, la boxe et le football avant d'être rejoint par le rugby à XV en 1978. En 1995, l'entraîneur de l'AS Montferrand Alain Gaillard met en place les prémices d'un centre de formation. Basé dans le quartier clermontois de la Gauthière, il est l'un des premiers de France agréés par le ministère de la Jeunesse et des Sports et la Ligue nationale de rugby en novembre 2002.
Jean-Marc Lhermet est le créateur du centre en 2002, avant de passer la main à Bertrand Rioux, ancien demi de mêlée de l'AS Montferrand qui arrête sa carrière de joueur en 1993,. Bertrand Rioux est le directeur du centre de formation de 2004 à 2022,. Xavier Sadourny en est le directeur sportif de 2013 à 2020.
Le centre de formation accueillent des jeunes français comme de nationalité étrangères : Canadien, Georgien et Fidjien. Depuis 2010, l'ASM a notamment signé un partenariat avec l'académie de rugby de la province de Nadroga aux Fidji,.
Le 20 septembre 2017, le club de football du Clermont Foot 63 et l'ASM Clermont Auvergne inaugure un nouveau centre de formation commun. Une structure unique en France.
Adel Fellah devient directeur sportif en 2020. Il succède à Bertrand Rioux à la tête du centre deux ans plus tard.
Depuis la saison 2012-2013, la Ligue nationale de rugby (LNR) met en place un classement des meilleurs centres de formation des clubs du Top 14 et de Pro D2 dans le but de récompenser ces derniers financièrement en fonction du classement. Le centre de formation de l'ASM termine à la sixième place la première saison, dixième en 2013-2014, septième en 2014-2015, dixième en 2015-2016, septième en 2016-2017, cinquième en 2017-2018, cinquième en 2018-2019, cinquième en 2019-2020, sixième en 2020-2021, puis en deuxième position la saison suivante.
En juin 2023, en amont de la saison 2023-2024 de l'ASM Clermont Auvergne, Adel Fellah laisse son poste de directeur du centre de formation à Yoann Jendrzejczak, ancien pensionnaire du centre en tant que joueur et notamment champion de France espoirs avec le club en 2010 puis entraîneur chez les jeunes par la suite.
Au mois de février 2024, il est annoncé que le centre de formation est classé quatrième pour la saison 2022-2023 parmi les quatorze clubs de Top 14, soit deux places de moins que la saison précédente. L'année suivante, le centre de formation gagne une place et est classé troisième pour la saison 2023-2024.

## Structures

### Staff administratif et sportif
- Directeur : Yoann Jendrzejczak
- Responsable pédagogique : Lauriane Dalle

### Entraîneurs de l'équipe espoirs
- 2005-2011 : Samuel Cherouk et Fabrice Ribeyrolles
- 2011-2018 : Samuel Cherouk et Philippe Gauran
- 2018-2020 : Adel Fellah et Philippe Gauran
- 2020-2022 : Adel Fellah et Cyril Chirier
- 2022-2024 : Elvis Vermeulen et Cyril Chirier
- Depuis 2024 : Elvis Vermeulen et François Gelez

## Joueurs passés au centre de formation

### Joueurs internationaux seniors
Mise à jour le 30 juillet 2025
- Florent Gibouin (25 sélection à sept)
- Loïc Jacquet (4 sélections)
- Julien Malzieu (20 sélections)
- Thomas Domingo (36 sélections)
- Alexandre Lapandry (13 sélections)
- Pierre-Gilles Lakafia (244 sélections à sept)
- Raphaël Lakafia (4 sélections)
- Wesley Fofana (48 sélections)
- Christophe Samson (5 sélections)
- Romain Taofifénua (56 sélections)
- Lucas Pointud (2 sélections)
- Raphaël Chaume (1 sélection)
- Noa Nakaitaci (15 sélections)
- Jean-Marcellin Buttin (2 sélections)
- William Demotte (1 sélection)
- Loann Goujon (17 sélections)
- Kevin Gourdon (19 sélections)
- Étienne Falgoux (3 sélections)
- Paul Jedrasiak (10 sélections)
- Arthur Iturria (15 sélections)
- Alivereti Raka (5 sélections)
- Judicaël Cancoriet (5 sélections)
- Damian Penaud (56 sélections)
- Gaëtan Barlot (12 sélections)
- Sipili Falatea (14 sélections)
- Romain Briatte (1 sélection)
- Killian Tixeront (3 sélections)
- Baptiste Jauneau (2 sélections)
- Alexandre Fischer (2 sélections)
- Giorgi Beria (1 sélection)
- Jacobus van Tonder (2 sélections)

Mais aussi :  Napolioni Nalaga (20 sélections),  Kini Murimurivalu (34 sélections),  Setariki Tuicuvu (12 sélections),  Peceli Yato (22 sélections),  Julien Bardy (24 sélections),  Martín Alonso (5 sélections),  Ignacio Piñeiro (16 sélections),  Marco Pinto Ferrer (32 sélections),  Pedro Bettencourt (36 sélections),  Maxime Vaz (7 sélections),  Pierre-Mathieu Fernandes (1 sélection),  Taylor Gontineac (17 sélections),  Atila Septar (7 sélections),  Giorgi Jgenti (3 sélections),  Simon Maisuradze (33 sélections),  Viktor Kolelishvili (50 sélections),  Otar Giorgadze (41 sélections),  Soheyl Jaoudat (10 sélections),  Deion Mikesell (2 sélections),  Cameron Pierce (3 sélections),  Benoît Piffero (26 sélections),  Mark Bennett (29 sélections),  Patricio Fernandez (2 sélections),  Lucas Mensa (3 sélections),  Bruno Vliegen (16 sélections),  Davit Khuroshvili (1 sélection),  Giorgi Dzmanashvili (1 sélection),  Jan-Hendrik Wessels (5 sélections).

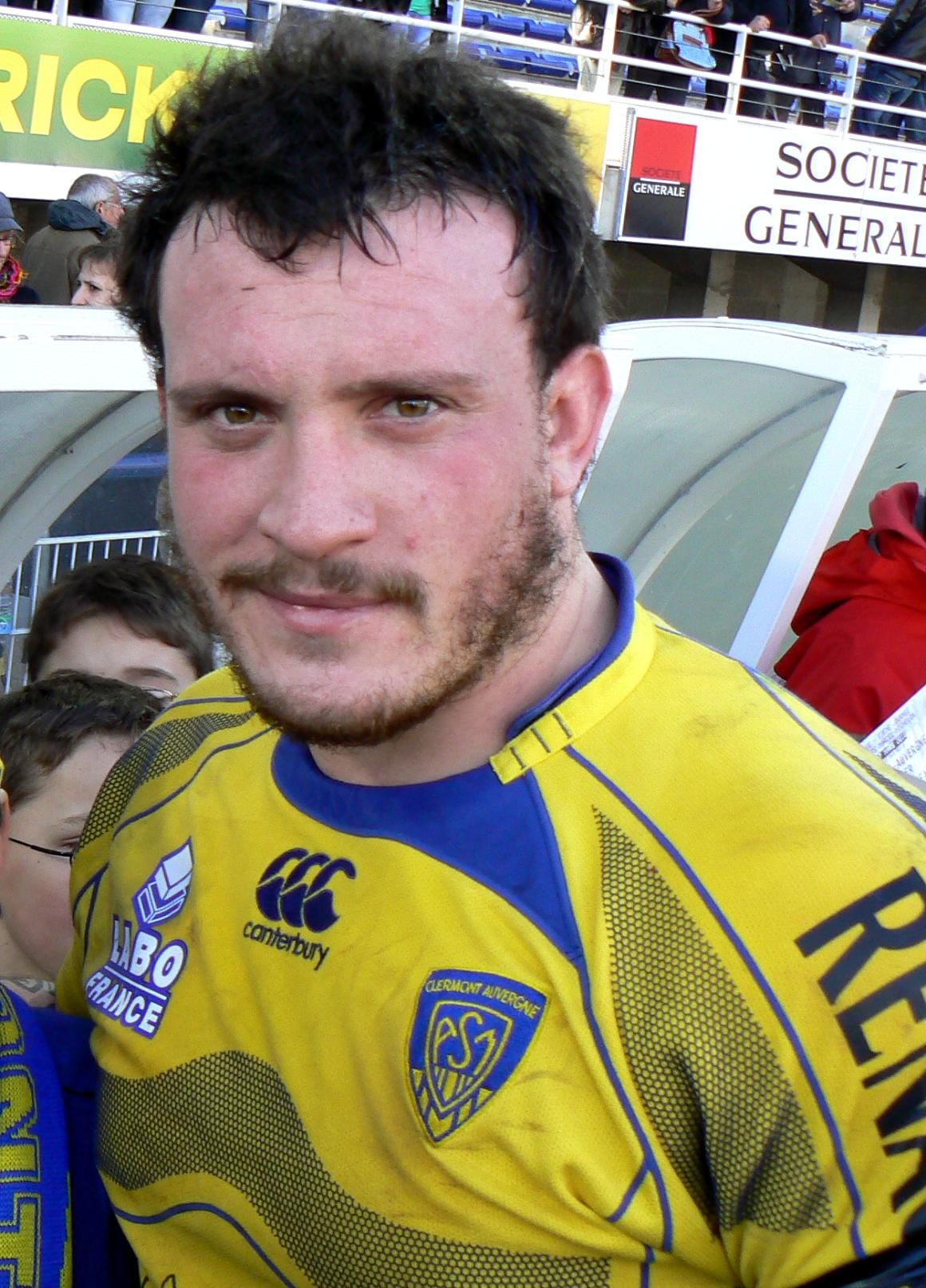
Thomas Domingo
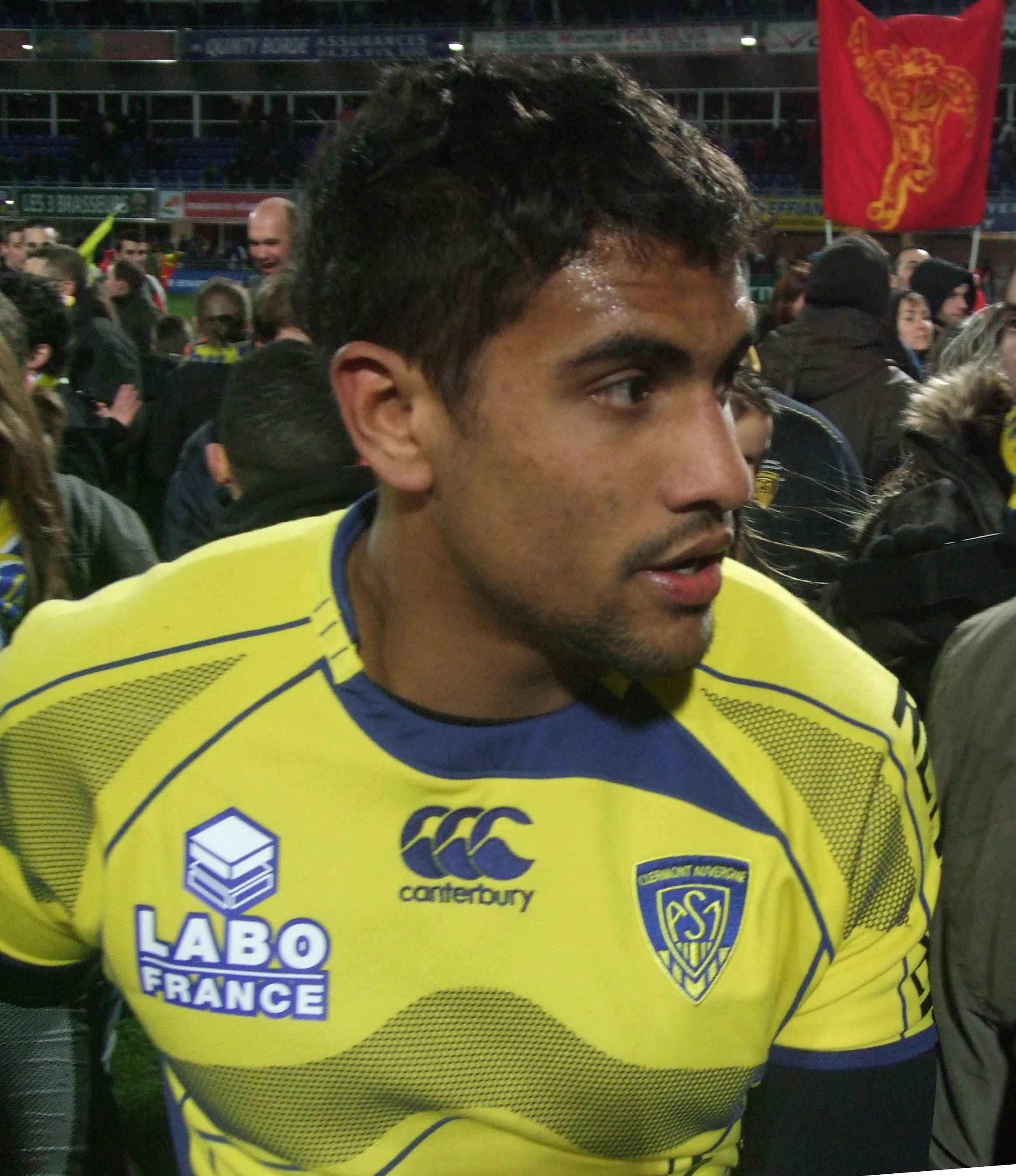
Wesley Fofana
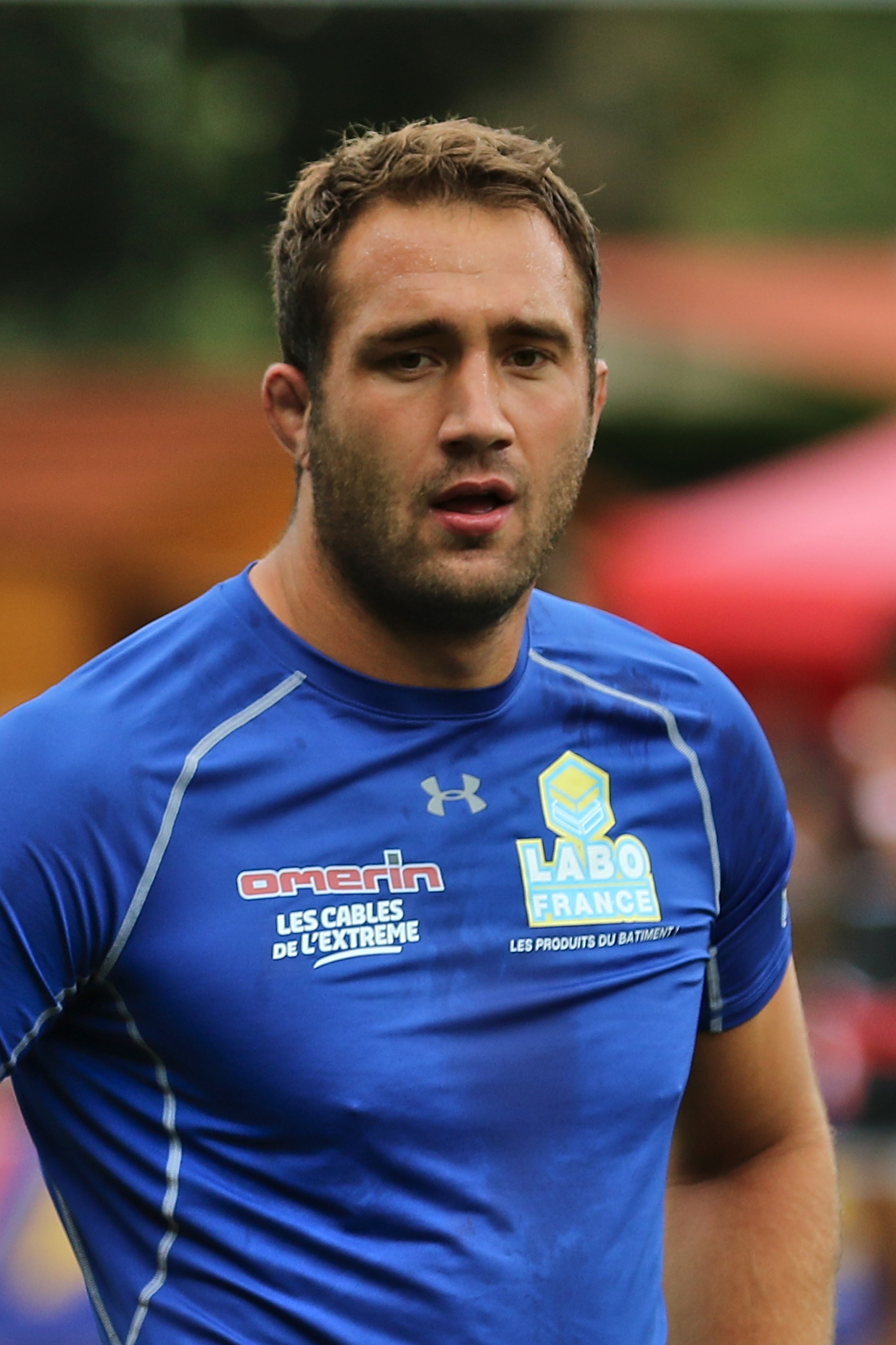
Alexandre Lapandry
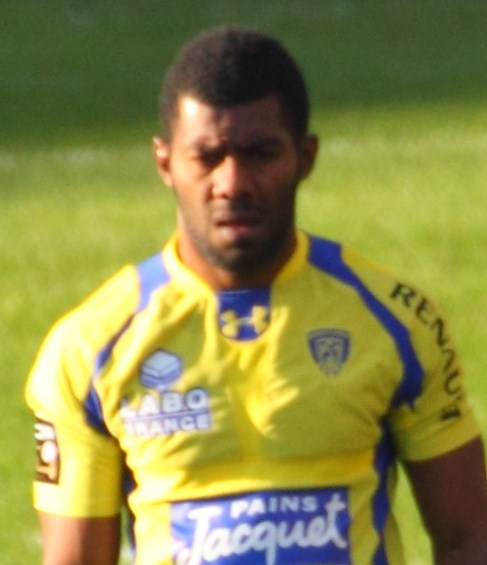
Noa Nakaitaci
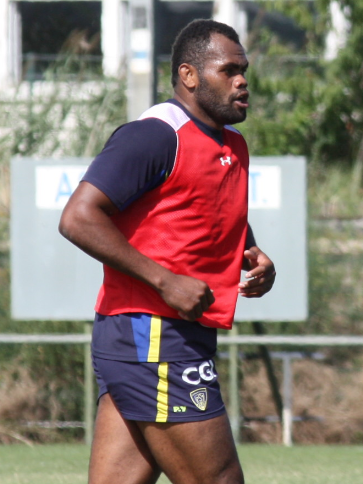
Peceli Yato
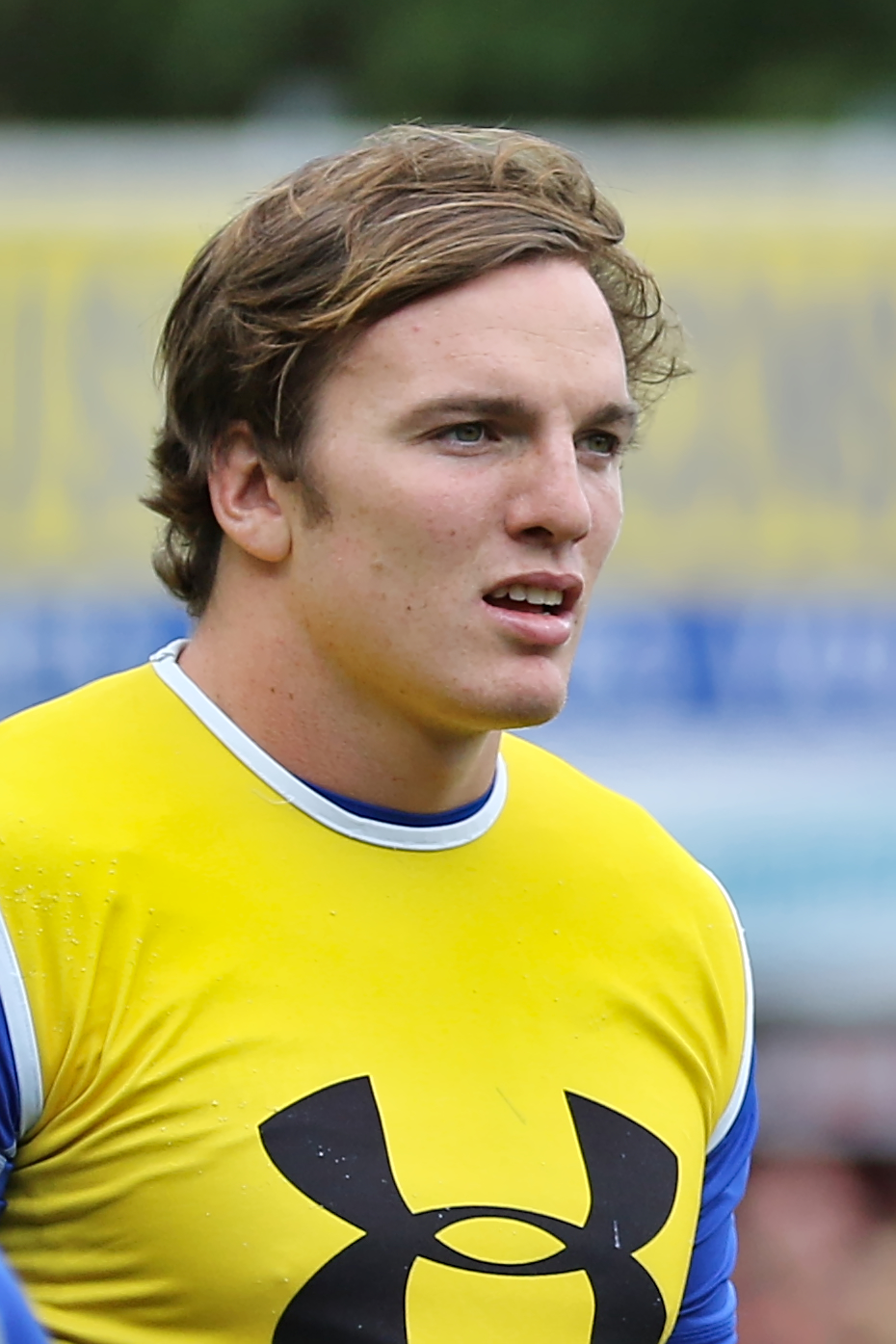
Arthur Iturria
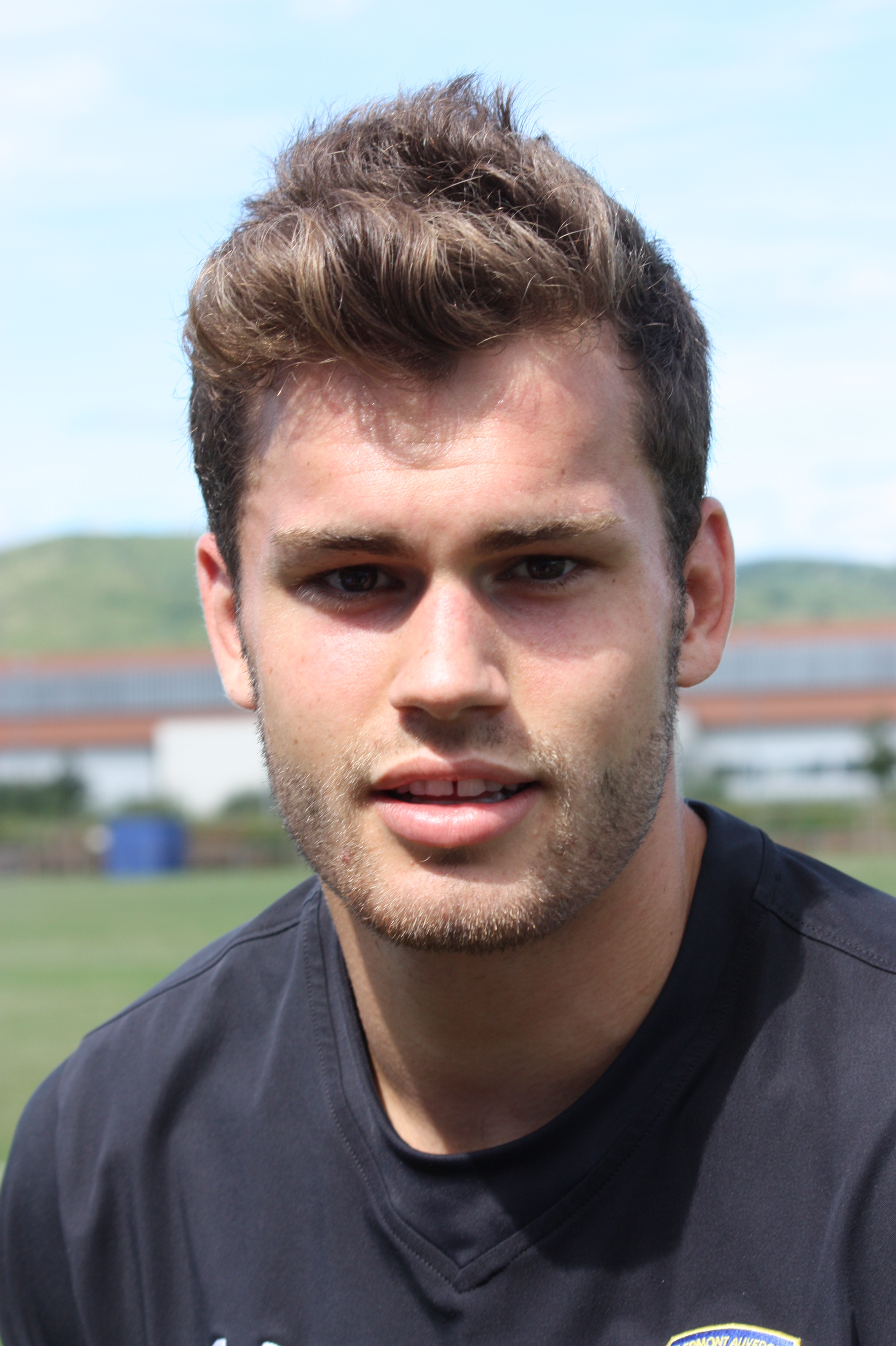
Damian Penaud

### Joueurs internationaux juniors

#### Champions du monde juniors
- Champions du monde des moins de 21 ans en 2006 (2) :
  - Thomas Domingo
  - Loïc Jacquet

- Champions du monde des moins de 20 ans en 2018[25] (1) :
  - Giorgi Beria

- Champions du monde des moins de 20 ans en 2019[25] (2) :
  - Giorgi Beria
  - Donovan Taofifénua

- Champions du monde des moins de 20 ans en 2023[25] (2) :
  - Thomas Duchêne
  - Baptiste Jauneau

#### Vainqueurs du Tournoi des Six Nations des moins de 20 ans
- 2009 :
  - Alexandre Lapandry
  - Ludovic Radosavljevic
- 2014 :
  - Youssef Amrouni
  - Simon Courcoul
  - François Fontaine
  - Kylan Hamdaoui
  - Arthur Iturria
  - Jean-Baptiste Singer
- 2018 :
  - Giorgi Beria
  - Maxence Lemardelet
- 2025 :
  - Mathys Belaubre
  - Baptiste Britz
  - Antoine Chalus-Cercy
  - Jean-Yves Liufau

#### Vainqueurs du Trophée mondial des moins de 20 ans
- Trophée mondial 2023 :
  - Ignacio Piñeiro